# Digitaria evrardii
Digitaria evrardii là một loài thực vật có hoa trong họ Hòa thảo. Loài này được Van der Veken mô tả khoa học đầu tiên năm 1958.